# 中華民國海軍海洋監偵指揮部
海軍海洋監偵指揮部為中華民國海軍岸置地對海雷達部隊，現隸屬海軍艦隊指揮部，未來將改隸屬濱海作戰指揮部。

## 組織沿革簡介
- 1965年6月1日，成立「陸軍雷達作業隊」。
- 1969年4月，與金門、馬祖水面偵測隊及各港防雷達隊合併整編為「海軍雷達隊」。
- 1970年2月1日，擴大整編為「海軍雷達大隊」。
- 1980年9月16日，改組整編為「海軍觀通系統指揮部」，隸屬海軍總司令部。
- 1998年6月1日，改隸海軍艦隊指揮部。
- 2003年12月18日，奉國防部核定自2004年4月1日起改組整編為「海軍海洋監偵指揮部」，隸屬海軍艦隊指揮部，下轄5個中隊、4個遠程雷達站、11個中程雷達站及3個近程雷達站。[2]

## 指揮管轄
海洋監偵指揮部共有五個中隊、四個遠程雷達站、十一個中程雷達站及三個近程雷達站。 
- 海軍海洋監偵指揮部(駐淡海營區）
  - 第一中隊(駐淡海營區）
    - 東引雷達站(駐連江縣東引鄉）
    - 火炎山雷達站 (駐苗栗縣三義鄉）
    - 小雪山雷達站(駐臺中市和平區）
    - 三芝雷達站(駐新北市三芝區）
    - 嵩山雷達站(駐臺北市北投區）
    - 壁山雷達站(駐連江縣北竿鄉)

  - 第二中隊(駐鎮海營區）
    - 烏坵雷達站(駐金門縣烏坵鄉)
    - 太武山雷達站(駐金門縣金城鎮)
    - 小金門雷達站(駐金門縣烈嶼鄉)
    - 壽山雷達站(駐高雄市鼓山區)
    - 左營雷達站(駐高雄市左營區)
    - 阿里山雷達站(駐嘉義縣阿里山鄉)
    - 大漢山雷達站(駐屏東縣春日鄉)
    - 西嶼雷達站(駐澎湖縣西嶼鄉)

  - 第三中隊(駐安海營區）
    - 烏石鼻雷達站(駐宜蘭縣南澳鄉)
    - 富岡雷達站(駐臺東縣臺東市)
    - 鵝鑾鼻雷達站(駐屏東縣恆春鎮)
    - 加路蘭山雷達站(駐花蓮縣豐濱鄉)

  - 機動雷達偵搜中隊(駐淡海營區），下轄12個機動雷達車組
  - 支援中隊(駐淡海營區）

## 外部連結
- 海軍海洋監偵指揮部簡介 （页面存档备份，存于）